# Александра Еала
Александра Еала (англ. Alexandra Eala нар. 23 травня 2005) — філіппінська професійна тенісистка. Вона має найвищий рейтинг кар'єри в одиночному розряді № 72 за WTA, досягнутий 14 квітня 2025 року. Вона є найвищим рейтингом філіппінських гравців в одиночному розряді в історії Туру WTA, перевершивши Марікріс Ґенц, яка досягла 284 позиції 18 жовтня 1999 року. Іала була юніоркою № 2 у рейтингу ITF на 6 жовтня 2020 р. Еала виграла свій перший титул серед юніорів в одиночному розряді на Відкритому чемпіонаті США 2022 року, зробивши її першою філіппінською гравкою, яка виграла титул на турнірі Великого шолома серед юніорів.

## Особисте життя
Її мати Розмарі «Ріцца» Манієго-Іала — бронзова призерка Ігор Південно-Східної Азії 1985 року на дистанції 100 метрів на спині та фінансовий директор Globe Telecom у відставці. Вона є племінницею голови Філіппінської спортивної комісії та колишнього комісара Філіппінської баскетбольної асоціації Нолі Еала. Її брат, Майкл (Міко), грав у теніс за Університет штату Пенсільванія Nittany Lions з 2020 по 2024 рік. Вона була ученицею Академії Рафи Надаля в Манакорі (Мальорка, Іспанія) з 12 років.

## Кар'єра
У 12 років Іала виграла турнір Les Petit As 14 і молодше у 2018 році, обігравши у фіналі Лінду Носкову. Вона дебютувала на турнірах Великого шолома серед юніорів на US Open 2019. Її назвали найкращою спортсменкою року у Міло у 2019 році.

### 2025: історична перемога в топ-10, півфінал Masters, дебют у топ-75
Посідаючи 140-е місце в рейтингу, Еала отримала вайлдкард в основній сітці на Miami Open 2025. Вона перемогла Кеті Волинець і 25-ту сіяну Олену Остапенко і вперше вийшла до третього раунду на рівні WTA 1000. Вона зробила ще один крок далі й перемогла п'яту ракетку світу Медісон Кіз і вперше потрапила до четвертого раунду турніру WTA 1000. Це була її перша перемога в топ-10, а також у топ-5. Еала стала першим філіппінським гравцем у Відкритій ері, який переміг гравця з топ-10, відтоді як рейтинг жіночого тенісного турніру WTA був вперше опублікований у 1975 році. Еала також був першим гравцем за межами топ-100, який дійшов до 1/16 фіналу в змаганнях із 1000 у сезоні. Еала дійшла до свого першого чвертьфіналу WTA 1000 після того, Паула Бадоса знялась с турніру, а потім переграла другу ракетку світу Ігу Свьонтек у двох сетах і вийшла у свій перший півфінал WTA. У результаті 31 березня 2025 року вона досягла нового рекорду в кар'єрі — 75-ї позиції у світі.

## Юніорські фінали турнірів Великого шолома

### Одиночний розряд: 1 (1 титул)
| Результат | Дата | Турнір                           | Покриття | Опонент          | Рахунок  |
| --------- | ---- | -------------------------------- | -------- | ---------------- | -------- |
| Перемога  | 2022 | Відкритий чемпіонат США з тенісу | Тверде   | Lucie Havlíčková | 6–2, 6–4 |

### Парний розряд: 2 (2 титули)
| Результат | Дата | Турнір                                 | Покриття | Партнер                | Опоненти                       | Рахунок  |
| --------- | ---- | -------------------------------------- | -------- | ---------------------- | ------------------------------ | -------- |
| Перемога  | 2020 | Відкритий чемпіонат Австралії з тенісу | Тверде   | Пріска Маделін Нуґрого | Živa Falkner Matilda Mutavdzic | 6–1, 6–2 |
| Перемога  | 2021 | Відкритий чемпіонат Франції з тенісу   | Ґрунт    | Оксана Селехметьєва    | Марія Бондаренко Арамісса Тот  | 6–0, 7–5 |